# Villa dell'Angelo
La Villa dell'Angelo è una storica residenza di Ameglia in Italia.

## Storia
La villa venne costruita alla fine del XIX secolo per volere di Bernardo Fabbricotti, il quale ne commissionò il progetto a un architetto inglese. Carlo Andrea, primogenito di Bernardo, accolse come ospite in questa villa la zarina di Russia. La residenza venne requisita dai nazisti durante la seconda guerra mondiale, venendo inoltre gravemente danneggiata dai bombardamenti, cui posero rimedio degli importanti lavori di restauro svolti nel 1970.

## Descrizione
La villa è contraddistinta da una torretta culminante con una loggia sormontata da un tetto color azzurro e oro.